# Acutitornus
Acutitornus là một chi bướm đêm thuộc họ Gelechiidae.

## Các loài
- Acutitornus kalahariensis Janse, 1958
- Acutitornus leucostola Janse, 1958
- Acutitornus liebenbergi Janse, 1963
- Acutitornus munda Janse, 1951
- Acutitornus munroi Janse, 1958